# Nederländerna i Europamästerskapet i volleyboll för damer 2021
Nederländernas damlandslag i volleyboll deltog vid Europamästerskapet i volleyboll för damer 2021 med en trupp om 14 spelare. Det var det 29:e europamästerskapet som landslaget hade kvalificerat sig för. Landslagets bästa resultat är guld vid Europamästerskapet i volleyboll för damer 1995. Inför mästerskapet var Nederländerna rankat 2:a i Europa.
Laget kom på plats 2 av 6 i sin grupp och kvalificerade sig därigenom för åttondelsfinal. I åttondelsfinalen mötte de Tyskland i Plovdiv. De vann matchen med 3–1 (25–22, 23–25, 25–19, 25–23) och kvalificerade sig därigenom för kvartsfinal mot Sverige. Laget vann kvartsfinalen med 3–0 (27–25, 25–16, 25–19), vilket resulterade i en semifinalmatch mot Italien. Semifinalen förlorade de med 1–3 (19–25, 17–25, 25–16, 18–25) och i bronsmatchen mot Turkiet blev det ännu en förlust med 3–0 (25–20, 25–19, 25–23).

## Trupp[2]
- Tränare: Avital Selinger
- Passare
  - Britt Bongaerts
  - Laura Dijkema
- Liberor
  - Kirsten Knip
  - Myrthe Schoot
- Centrar
  - Juliët Lohuis
  - Demi Korevaar
  - Indy Baijens
  - Eline Timmerman
- Spikers
  - Celeste Plak
  - Maret Grothues
  - Anne Buijs
  - Marrit Jasper
  - Nika Daalderop
  - Elles Dambrink